# Margibi County
Margibi County ist eine Verwaltungsregion (County) in Liberia, sie hat eine Größe von 2616 km² und hatte bei der letzten Volkszählung (2008) 209.923 Einwohner.
Die Verwaltungsregion untergliedert sich in vier Distrikte. Die Hauptstadt ist Kakata im gleichnamigen Distrikt.
| Distrikt   | Ew. (2008) männlich | Ew. (2008) weiblich | Ew. (2008) Gesamt |
| ---------- | ------------------- | ------------------- | ----------------- |
| Firestone  | 31.228              | 30.760              | 61.988            |
| Gibi       | 7.359               | 6.891               | 14.250            |
| Kakada     | 44.667              | 44.037              | 88.704            |
| Mamba Kaba | 22.586              | 22.395              | 44.981            |
| Margibi    | 105.840             | 104.083             | 209.923           |

Margibi liegt an der Atlantikküste und grenzt im Westen an die Hauptstadt Monrovia.

## Politik
Bei den 2005 durchgeführten ersten demokratischen Senatswahlen nach dem Bürgerkrieg wurde Clarice Alpha Jah von der LP und Roland Cooper Kaine von der CDC gewählt.

## Infrastruktur
Etwa 15 Kilometer östlich der Provinzhauptstadt Kakata befindet sich die in den 1985er Jahren erbaute Borlola River Bridge, über diese führt eine wirtschaftlich bedeutsame Straße in Richtung der Gibi Mountain.
Das Duside Hospital, etwa 10 Kilometer südöstlich der Stadt Careysburg, ist das modernste Krankenhaus in Liberia.